# Charles Leclerc d'Ostin
Charles Victoire Emmanuel Leclerc d'Ostin (17. března 1772 v Pontoise — 2. prosince 1802 na ostrově Tortuga) byl francouzský generál a švagr Napoleona Bonapare.

## Životopis
Emmanuel Leclerc vyrůstal v rodině vyšší střední třídy a získal kvalitní vzdělání. Po studiích, během francouzské revoluce nastoupil jako dobrovolník do armády ke 2. praporu Seine-et-Oise. Již 19. října 1791 byl jmenován poručíkem. Za dva roky při obléhání Toulonu byl divizním náčelníkem štábu. Zásadním krokem jeho kariéry byla účast na prvním italském tažení Napoleona Bonaparta (1796–1797). Roku 1797 se stal brigádním generálem a oženil se s Napoleonovou sestrou Pauline Bonaparte. Podporoval a účastnil se Brumairového převratu, kdy se stal Bonaparte prvním konzulem. Ten mu nadále svěřoval stále rozsáhlejší velení v Německu a také ve Španělsku.
Poté, co prokázal své velitelské schopnosti byl Napoleonem jmenován 24. října 1861 vrchním velitelem expedice Saint-Domingue (Haiti) a zároveň generálním velitelem kolonie na ostrově Hispaniola. Během Velké francouzské revoluce zde proběhla vzpoura otroků a došlo ke zrušení otroctví (Haitská revoluce). Francouzské jednotky pod vedením Emmanuela Leclerca mučily a hromadně popravovaly místní obyvatele. Jejich velitel zemřel na žlutou zimnici v Cap Français na Saint-Domingue 2. listopadu 1802.
Jeho tělo přivezla zpět do Francie manželk Pauline, která ho následovala do Saint-Domingue. Byl pohřben 9. března 1803 na jednom ze svých panství v Château de Montgobert, poblíž Villers-Cotterêts. Hrobku navrhl architekt Pierre Fontaine.
Pauline nechala srdce manžela uložit do urny. Posléze tam uložila také srdce syna Dermida (1798–1806). Po její smrti v roce 1825 byla urna předána její sestře Caroline Muratové a poté sestře jejího manžela Louise-Aimee Julii Leclercové, která byla provdána za generála Louise-Nicolase Davouta. Její potomci urnu  zase přenesli do pařížské Invalidovny. Urna generála je uložena v kapli Saint-Jérôme v katedrálním kostele.